# Кенсико
Кладбище Ке́нсико (англ. Kensico Cemetery) расположено в 50 км к северу от Нью-Йорка, в городе Валхалла (округ Уэстчестер, штат Нью-Йорк). Кенсико основано в 1889 году, когда многие кладбища Нью-Йорка оказались переполненными. Первоначально занимало площадь 250 акров (1,0 км²), потом было расширено до 600 акров (2,4 км²). В 1905 году территория вновь уменьшилась до 461 акров (1,9 км²), в 1912 году часть территории отошла к соседнему кладбищу Врата Небес.
Многие деятели культуры XX века, в том числе Сергей Рахманинов, похоронены здесь. На кладбище есть специальный участок для членов фонда актёров Америки и Национальной ассоциации водевилей, некоторые из которых умерли в полной нищете.
Участок «Сады Шарона» (76 акров (31 га)), основанный в 1953 году, выделен для иудейских захоронений.